# Yamaha YA-1
Yamaha YA-1 — одноместный мотоцикл с двухтактным двигателем, производства фирмы Yamaha Motor Company, Япония.
Выпускался с 1955 года.

## История модели
1 июля 1955 основатель компании Yamaha Геничи Каваками (Genichi Kawakami) принял решение развить мотоциклетное направление и образовал Yamaha Motor Company. Первой моделью стала Yamaha YA-1, скопированная с немецкого мотоцикла DKW RT 125. Стоимость мотоцикла в 138000 иен была недоступна большинству желающих — средняя зарплата выпускника колледжа равнялась 10780 иенам. В то время, когда в мотоциклетном дизайне доминировал чёрный цвет, YA-1 удивил мир своим каштаново-красным цветом. За простые формы и цвет он получил прозвище «Aka-tombo» — «Красная стрекоза». Именно «Красной стрекозе» Yamaha обязана своими первыми спортивными победами: в первой же гонке в июле 1955 года у подножья горы Фудзи на YA-1 была одержана первая победа.

## Устройство

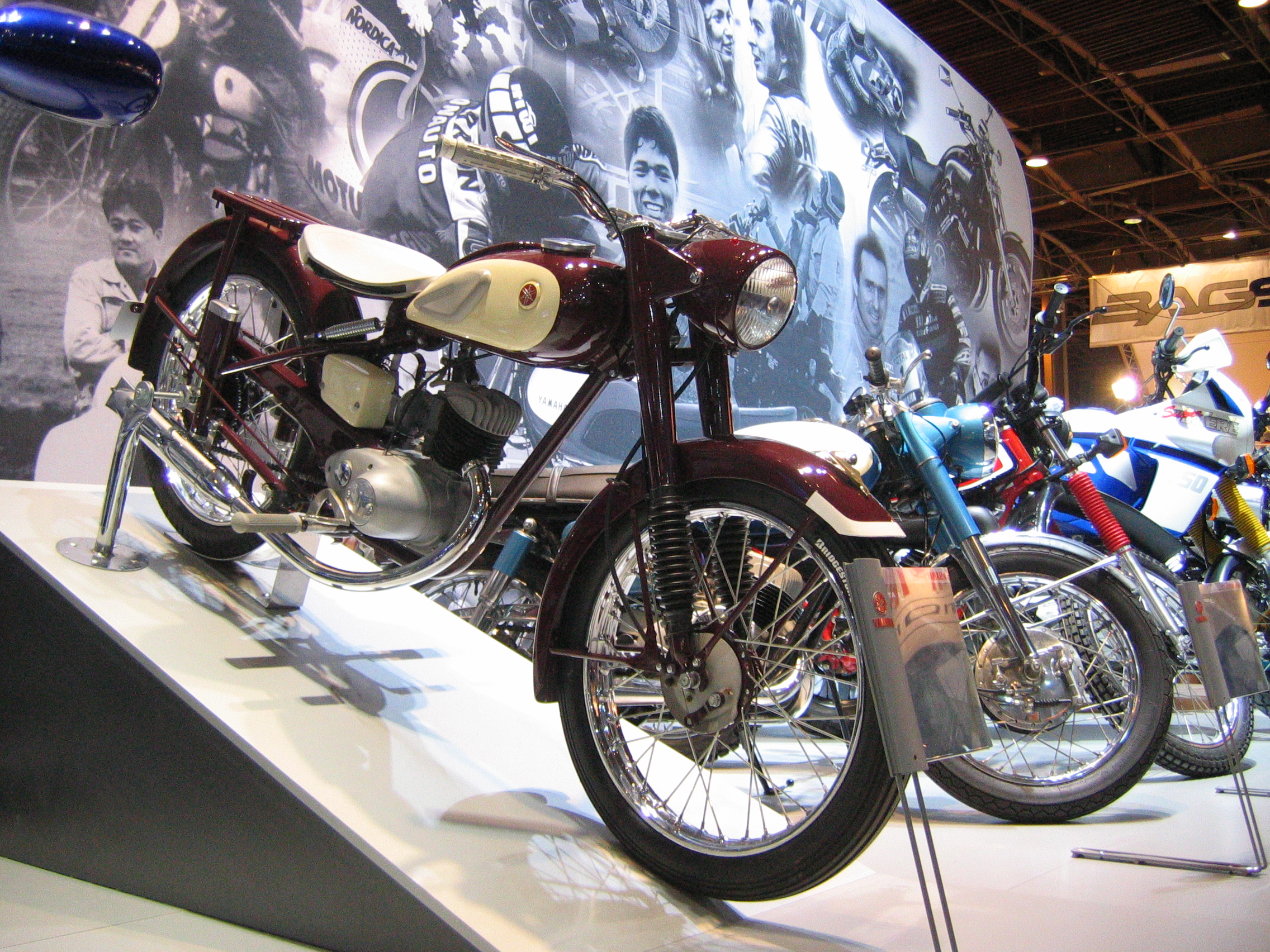
Yamaha YA-1 1956г

Двигатель — одноцилиндровый, с воздушным охлаждением и двухканальной возвратной продувкой. Рабочий объём 123 см³, мощность 5,6 л.с. при 5000 об/мин. Двигатель имеет чугунный цилиндр с головкой из алюминия, генератор постоянного тока, аккумулятор, карбюратор с поплавком и игольчатым клапаном. Для двигателя требуется топливо из смеси масла и бензина. 
Коробка передач четырёхступенчатая. Механизм переключения передач — ножной. Сцепление многодисковое, в масляной ванне. Привод на заднее колесо — цепью.
Рама трубчатая, закрытого типа. Передняя вилка телескопическая, задняя подвеска свечного типа.